# Gardineroseris
Gardineroseris is een geslacht van koralen uit de klasse van de Anthozoa (bloemdieren).

## Soort
- Gardineroseris planulata (Dana, 1846)